# Geografia de la Catalunya del Nord
| Alta Cerdanya Capcir Conflent | Fenolleda Rosselló Aspres Vallespir |

La geografia de la Catalunya del Nord és, principalment, dividida entre la gran plana del Rosselló i les cinc valls pirinenques. Aquesta divisió propicia l'aparició de diversos microclimes i zones climàtiques molt allunyats entre si, com també dificulta trobar fronteres plenament naturals, ans al contrari: tant la vall de la Cerdanya com la de la Fenolleda queden estroncades per la frontera política.

## Plana

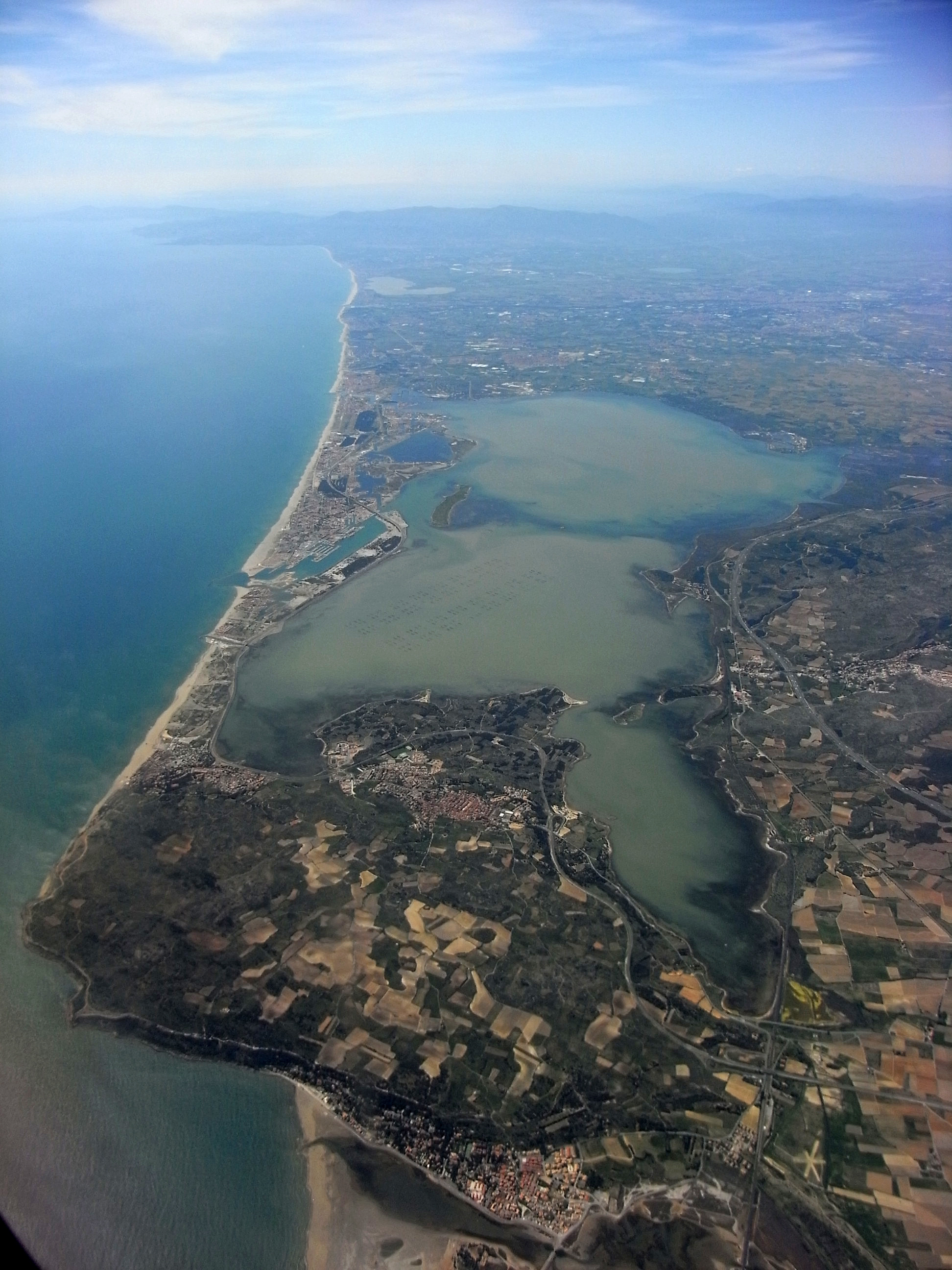
Estany de Salses

La plana ocupa gairebé tot el litoral de la Catalunya Nord, i s'endinsa fins a Tuïr, el Voló, Argelers i Salses, i més enllà al nord. A grans trets és closa per les Corberes al nord i la serra de l'Albera al sud, mentre a l'oest es produeix un més o menys gradual sèrie d'estreps esglaonats al Riberal del Tet i els Aspres fins a trobar-se amb els massissos de l'interior. Aquesta plana és la riba de tres rius, l'Aglí, la Tet i el Tec, que en sortir de les valls, i amb la desaparició total de terres altes, corren en línia recta cap a la mar, alhora que reguen l'extens camp rossellonenc, sobretot d'arbres fruiters com ara el presseguer. Un altre element notable de la plana són els estanys, dels quals es queden tres – estany de Salses, estany de Canet i estany de Vilanova de la Raó -, encara que en deuen haver existit més, ja que en temps prehistòrics la plana hauria restat sota mar. Dels tres, el primer és el més gran i fins i tot té dos ports (port Barcarès i port Leucata). De fet, és, segons l'enciclopèdia catalana l'estany més gran dels Països Catalans, amb una superfície de 5.850 ha; això sí, només la meitat en pertany a la Catalunya Nord, mentre l'altra és al veí Aude on a més a més el sistema lacustre litoral continua.

## Costes
La llarga costa de la Catalunya Nord és de fet, només la perifèria d'un país encaixonat entre les serres del Pirineu. Tanmateix, gràcies a la plana entremig, només l'extrem sud produeix una costa abrupta on abunden cales i platges de pedra; d'Argelers amunt, les platges són arenoses i llargues, sense cap desnivell. De nou, els estanys separen gran part del litoral de terra ferma, produint restingues arenoses.

## Llacs i estanys

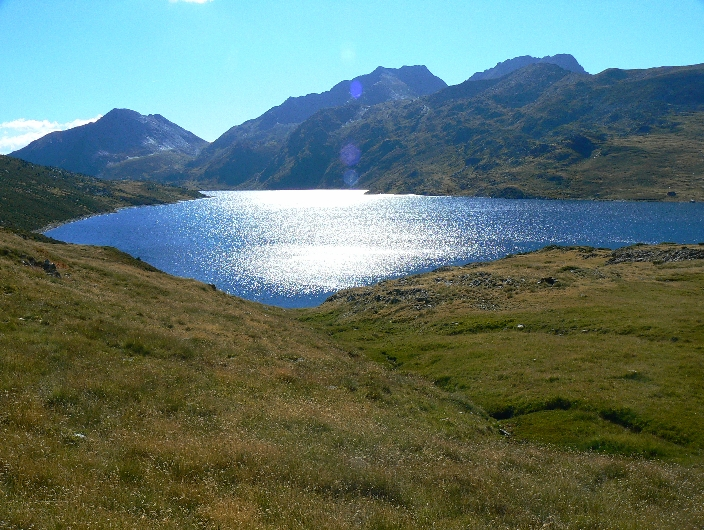
Estany de Lanós

El pas del riu per muntanyes és propici per la formació, on en alguns casos creació, de llacs i estanys. Al Capcir i en menor grau, a la Cerdanya i el Conflent, existeixen aplecs d'estanys gràcies a l'esglaonament produït entre els múltiples pics i valls. Els quatre més significants són tots en proximitat: L'estany de Lanós, el llac de la Bollosa, el llac de Matamala i el llac de Puigbalador. A la plana, hi ha els suara dits estanys de Salses, de Canet i de Vilanova de la Raó. També cal constar l'acció humana, que ha creat nombrosos plan d'eau (llacs d'esbarjo) als diversos municipis, emprat sobretot per l'esport i especialment la pesca. Entre els embassaments, els més significants són l'embassament d'Ansinyà i l'embassament de Vinçà.

## Rius

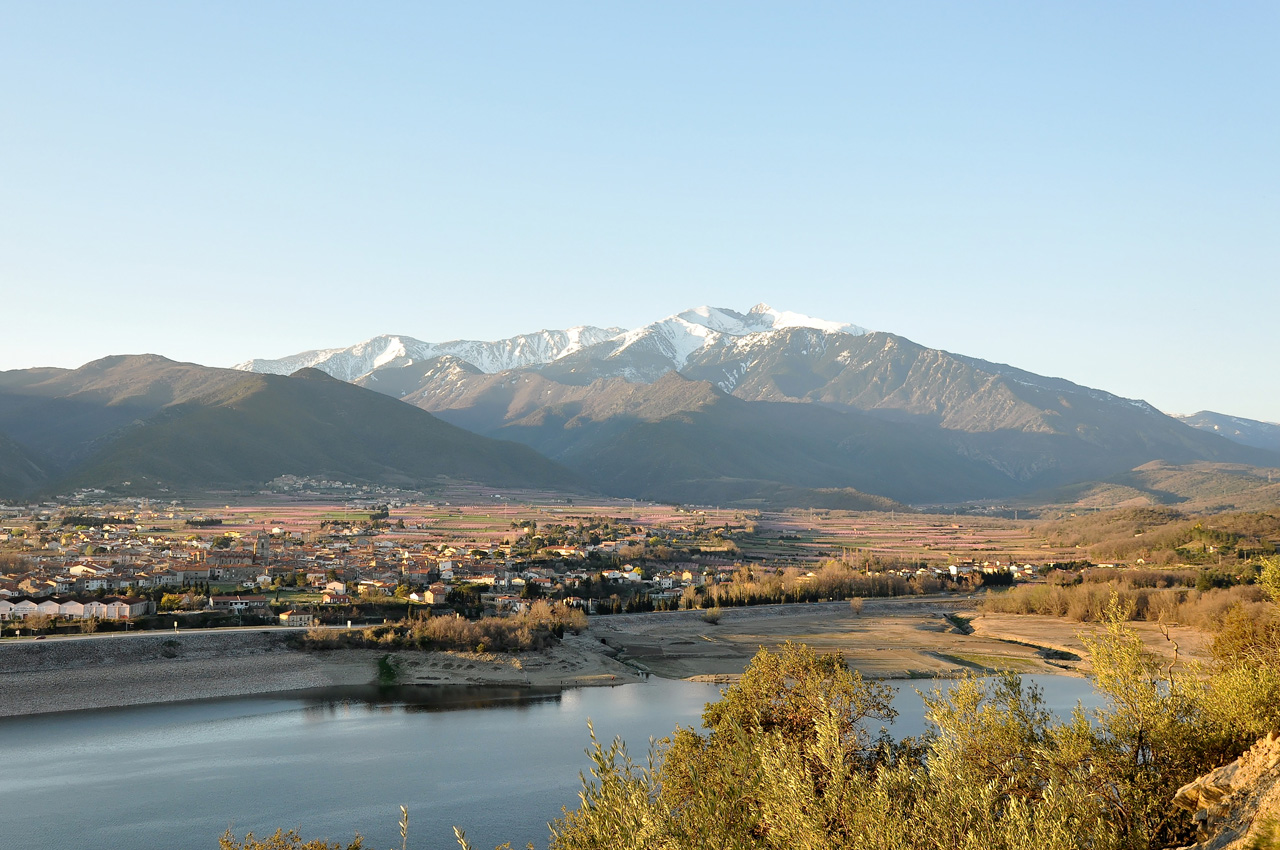
Vinçà, amb el Canigó al fons.

Els rius de la Catalunya Nord tenen cabals respectables per a un país mediterrani, però pobres si els comparem amb el rius més grans a Occitània o amb l'Ebre. Això sí, malgrat l'embassament de quasi tots els rius, cap no corre sec, amb l'excepció d'alguns torrents com ara la riera Maçana, que naix a l'Albera i mor a la Mediterrània, o els torrents del riu Cadí a Vernet (Conflent Mitjà) i del riu Ròbol a Perillós (Corberes). Aquests torrents de muntanya són habitualment poc cabalosos, tret d'uns mesos o fins i tot, dies.
Pel que fa als rius de cabal estable, hi ha els tres ja esmentats (Tet, Tec i Aglí) que desemboquen a la Mediterrània; i també el Segre, que naix a prop de Llo (Alta Cerdanya) i crea la gran vall de la Cerdanya abans de travessar el Pirineu Català direcció sud i desembocar a l'Ebre; i el riu Aude que naix a prop dels Angles (Capcir) i forma l'esmentada vall del Capcir abans de viatjar cap al nord, travessar tot el país de l'Aude i finalment, desembocar a la Mediterrània. És interessant que dos dels rius més significants per al Pirineu Mediterrani s'originen a la Catalunya Nord però gràcies a la paret natural que els suposen els massissos del Canigó i Madres, han de recórrer grans distàncies al nord i al sud abans de trobar la mar.
Tots aquests rius naixen, com és lògic, als Pirineus, i s'alimenten de les aigües sobreres de manta riera muntanyenca al seu pas cap a la plana. També és cert que aquests rius són els arquitectes del paisatge conflentí, vallespirenc, capcinès i cerdà, creant llargues valls on d'altra manera, les muntanyes són agrestes. Així és que el pas de muntanya entre el Conflent, el Capcir i la Cerdanya només és possible gràcies al riu Tet. Potser la porta natural més impressionant dels Països Catalans, el Congost de la Fou a la Fenolleda és una esquerda esculpida en la roca de la serra que separa l'Altiplà de Sornià de la vall del riu Maurí, feta per l'Aglí que la travessa de nord a sud. Aquí, com a la resta dels moltíssims congosts de la Catalunya Nord, s'observa de ple l'acció contrària dels rius i les muntanyes, en tant que els primers obren els camins que els segons tanquen.
L'embassament dels rius, els canals romans i francesos: tot ha contribuït a l'aprofitament d'un gran terreny que d'altra manera seria aspre. S'estén per tota la plana del Rosselló, i en temps passats fins al Conflent Mitjà i al Vallespir Mitjà i a tota la Fenolleda, un enorme terreny cultivat, principalment de vinyes i arbres fruiters – préssecs, albercocs – que depenen del rec provinent del Tet, el Tec i l'Aglí, i dels seus embassaments. Així es troba encara illes de terra conreada enmig de la muntanya, on la vall s'eixampla, com a la riba de Vinçà i Prades (Conflent). Tanmateix, el riberal del Tet és el millor exemple de l'hort familiar, mentre les costes de l'Albera i l'Altiplà de Sornià es dediquen a una agricultura plenament de secà: vinyes, ametllers i oliveres.

## Muntanyes

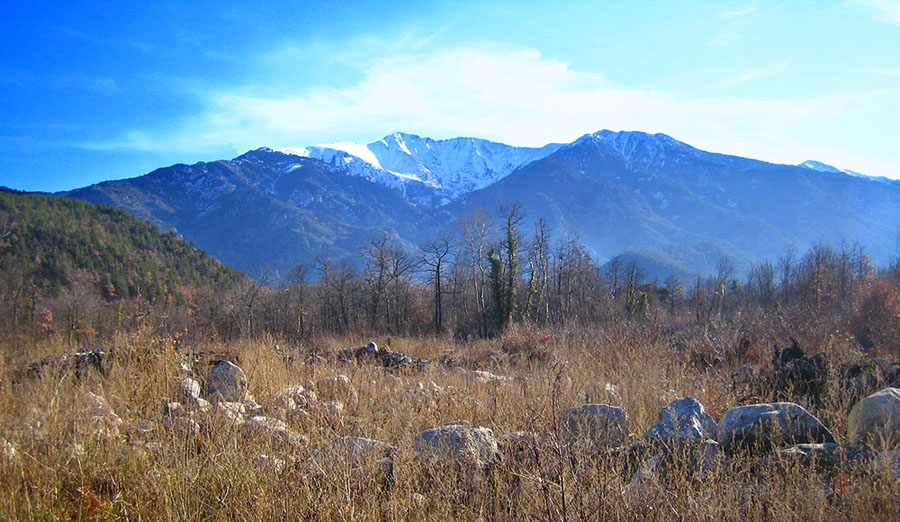
Vista del Canigó des de Vernet de Conflent.

El cim més alt de la Catalunya Nord és El Pic Carlit, o Pica del Carlit, és una muntanya de 2.921 metres a la Cerdanya, emperò, el cim més famós i ben visible des de gran part del país, és el Canigó, amb 2.784 metres.
Com una pinta, les serralades del Pirineu Oriental es dirigeixen cap al nord-est fins a perdre's en la plana. Així trobem, tot i patir petites interrupcions o depressions, llenques de roca allargades com la serralada de les Corberes, la serralada de Carlit - Madres, la Serra del Cadí - Canigó, i la més diminuta Fraussa – Albera. Aquestes separen les comarques i valls del país, i també el tanquen per totes bandes – amb la gran excepció de la Cerdanya, on la frontera no destaca ni un tossal, i imita la plana rossellonesa però amb un clima ben diferent. Aquí el lloc de pas és un dels més infranquejables, el coll de la Perxa (1.579 m). També és cert que existeix altres zones on és fàcil passar: Sant Llorenç de Cerdans (el pla entre l'Alt Vallespir i l'Alt Empordà), el Pertús (271 m), Caudiers de Fenollet (la continuació natural de la vall de la Bolzera, a la Fenolleda) i Salses, gràcies a l'estany de Salses.

## Climatologia

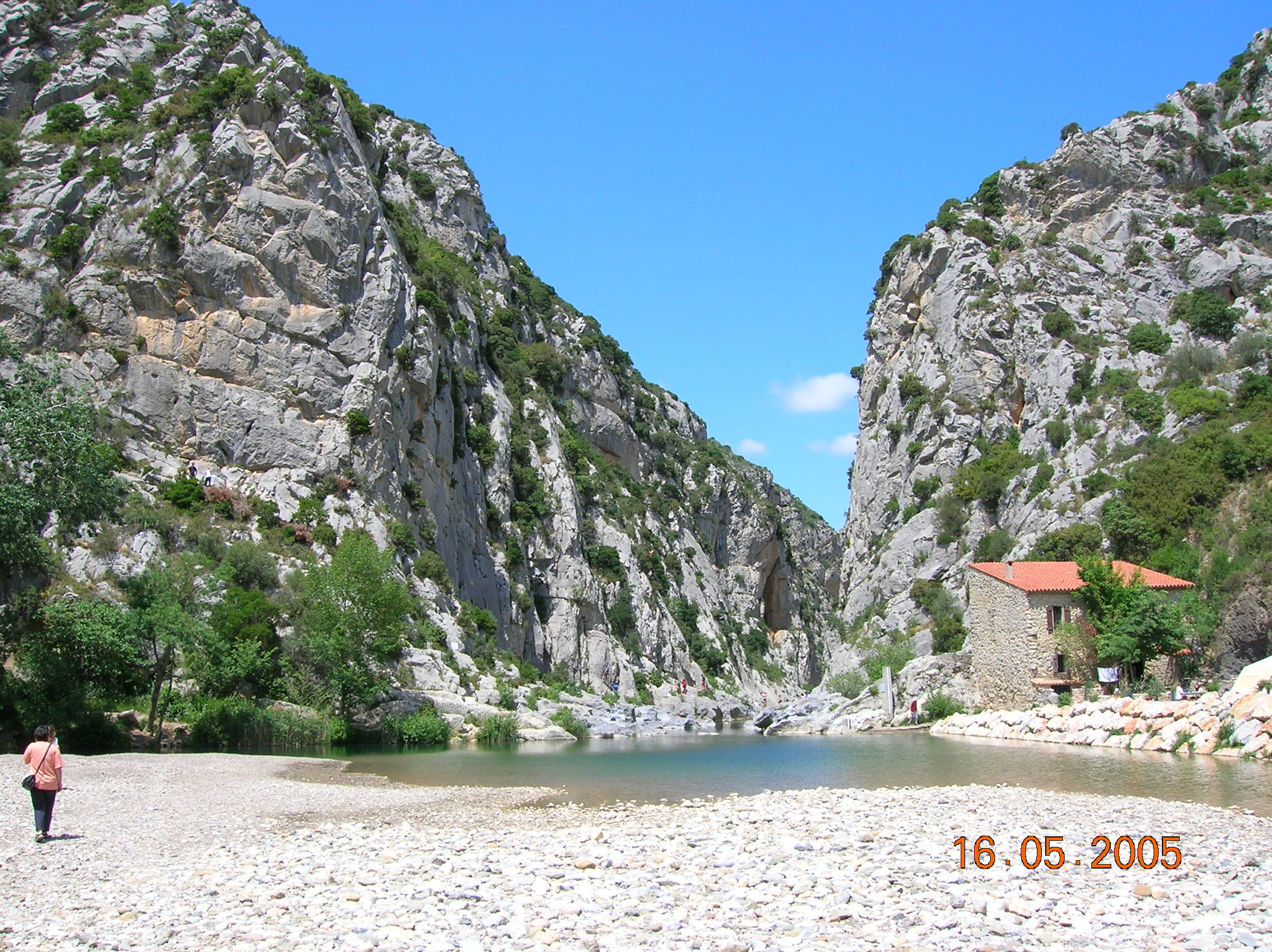
Gorges de Goleirons prop de Talteüll. Al cingle de la dreta, fora de la foto, es troba la "Cauna (cova) de l'Aragó", on es va descobrir l'home de Talteüll.

La Catalunya Nord ofereix gairebé tants contrasts climàtics com la Catalunya Sud, tot i ser de reduïdes dimensions. Açò és gràcies sobretot al fet que és un país pirinenc, amb la qual cosa la climatologia inestable de l'alta muntanya interromp o fins i tot supera l'efecte estabilitzador de la mar Mediterrània.
Hi ha dues zones clarament diferenciades en temes de clima: la zona occidental, plenament mediterrània, on la influència de les muntanyes és mínima o inexistent; i la zona oriental, on les muntanyes s'imposen a gran part de l'any. Tot i que aquests dos efectes són més accentuats als pols extrems de la costa i de l'alta muntanya del Capcir, la saviesa local, i les xifres de pluja i temperatura anual, confirmen que hi ha una línia divisòria entre les dues zones a prop de Prada, en tant que, a grans trets, les terres a l'est de Prada són àrides, semiàrides o mediterrànies, mentre que a l'oest són continentals, alpines o atlàntiques. En realitat, més d'una línia recta, es tracta de les terres baixes de la plana rossellonesa i l'entrada de cada vall que hi fita, o siga, la part més baixa de cada conca: el Baix Conflent, el Baix Vallespir, les Corberes i els Aspres. Més enllà d'aquestes valls obertes, els hiverns són més llargs i les nevades, freqüents. Insistint en el tema, aquestes zones mediterrànies tenen, en general, un clima prou suau per a un conreu extensiu de cítrics i altres fruites, mentre que més enllà i més amunt, la ramaderia s'imposa.

Tanmateix, hi pot haver una gran varietat climatològica dins de la mateixa zona. A la plana, la seua obertura total al sol i el vent significa que algunes zones més elevades pateixen una desertització mediterrània i el conreu es limita a vinyes, ametllers i oliveres. Açò és el cas de tota la vall del Maurí, de la Marenda, i tota la comarca dels Aspres. A gran part de la plana les temperatures estiuenques assoleixen els 40 graus. Tractant el vent, la Tramuntana té un efecte important a tot el Rosselló i es fa sentir ben endins gràcies a les valls, que el canalitzen cap al Canigó.

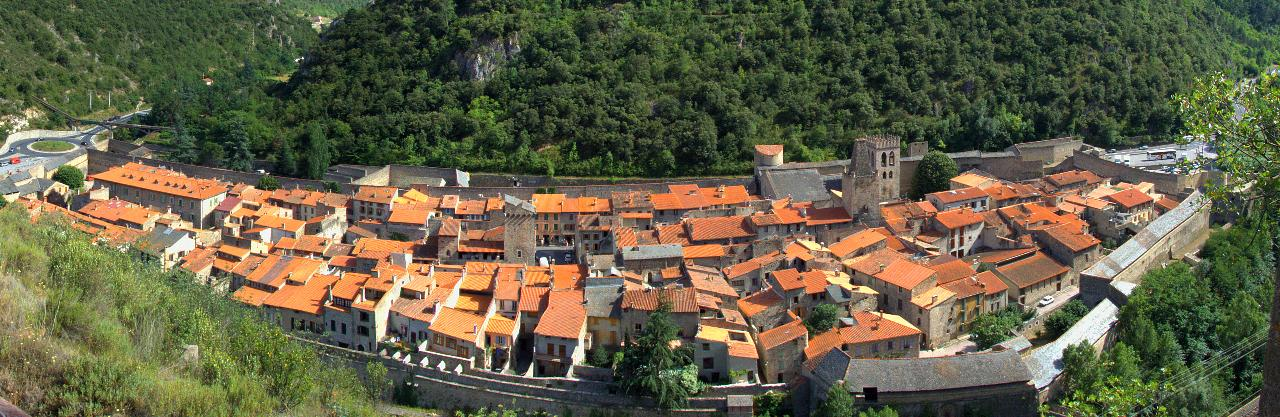
Vilafranca de Conflent

A la zona pirinenca, aquests microclimes són encara més habituals, amb diferències pregones entre les valls més petites. A la vall de Tec, o Vallespir, la conca baixa és del tipus mediterrani continental mentre que a l'alta vall esdevé alpí, amb densos boscos. A la vall de Tet, o Conflent, la part oriental és influenciada per la plana i oscil·la entre l'aridesa de Rodès i Illa, a la solana, i l'horta mediterrània de Vinçà, a l'obaga, on plou més del doble. Aigües amunt, es conjuga l'aridesa dels estrets de Vilafranca de Conflent i les gorges del Carançà a Toès amb prats i boscos atlàntics a la vall de la Castellana, i boscos i cascades alpins a la vall de la Rotja i Mantet. A la vall de l'Aglí, de Maurí i de la Bolzana, a la Fenolleda, l'aridesa més absoluta s'imposa, un clima que s'estén a tot el sud de l'Aude: aquesta zona escapa en gran part la influència dels Pirineus, perquè les pluges tendeixen a descarregar-se abans d'arribar-hi. Pel que fa a la Cerdanya, la temperatura a la plana pot superar fàcilment la de les valls perifèriques, on regna un clima, una flora i una fauna alpins, i el veí Alt Conflent, però en canvi l'estiu hi és molt més curt. Els altiplans pirinencs de la Cerdanya i l'encara més alt Capcir, tot i mantenir-se molt més frescs i patir nevades i pluges fortes, reben més hores de sol que les valls encastades de l'Alt Conflent i fins i tot poden permetre's una tímida agricultura basada, això sí, en patates i naps. A partir de Montlluís comença un paisatge vertaderament alpí, on els darrers trets mediterranis desapareixen i apareixen boscos espessos de pi. És al voltant de Montlluís, al punt més alt de l'Alt Conflent, i de l'Alta Cerdanya, i al Capcir, on es concentra la indústria de l'esquí, la qual cosa evidencia la persistència de la neu en aquelles contrades.